# Capira (huyện)
Huyện Capira là một huyện (distrito) thuộc tỉnh Panamá ở Panama. Theo điều tra dân số năm 2000, huyện này có dân số 33110 người. Huyện Capira có diện tích 933 km². Huyện lỵ đóng tại Capira.